# Râul Ghiurca Mare, Ghiurca
Râul Ghiurca Mare este un curs de apă, unul din brațele care formează râul Ghiurca. 

## Hărți
- Harta Munții Buzăului [nefuncțională – arhivă]
- Harta Siriu - Trasee Montane